# جاريد كيسو
جاريد كيسو (بالإنجليزية: Jared Keeso)‏ (مواليد 1 يوليو 1984) ممثل كندي .

## روابط خارجية
- جاريد كيسو على موقع IMDb (الإنجليزية)
- جاريد كيسو على موقع قاعدة بيانات الفيلم (الإنجليزية)